# 2606 Odessa
A 2606 Odessa (ideiglenes jelöléssel 1976 GX2) a Naprendszer kisbolygóövében található aszteroida. Nyikolaj Sztyepanovics Csernih fedezte fel 1976. április 1-én.